# Skoki do wody na Letnich Igrzyskach Olimpijskich 2012 – wieża 10 m indywidualnie kobiet
Konkurs skoków do wody z wieży 10 m kobiet podczas Letnich Igrzysk Olimpijskich 2012 rozegrany został między 8 a 9 sierpnia. Zawody rozgrywane były w Aquatics Centre.

## Format
Konkurencja ta jest rozgrywana w trzech rundach:
- Runda eliminacyjna: Wszystkie 26 zawodniczek wykonuje po 5 skoków; najlepsza 18 awansuje do półfinału.
- Półfinał: 18 zawodniczek wykonuje po 5 skoków; wyniki z eliminacji nie są brane pod uwagę, do finału awansuje 12 najlepszych zawodniczek.
- Finał: 12 zawodniczek wykonuje po 5 skoków, wyniki z poprzednich rund nie są brane pod uwagę w ostatecznej klasyfikacji.[1]

## Terminarz
Czas UTC+01:00
| Data            | Godzina | Runda      |
| --------------- | ------- | ---------- |
| 8 sierpnia 2012 | 19:00   | Eliminacje |
| 9 sierpnia 2012 | 10:00   | Półfinał   |
| 9 sierpnia 2012 | 19:00   | Finał      |

## Wyniki
Wyniki:
| Pozycja | Zawodniczka          | Eliminacje | Eliminacje | Półfinał       | Półfinał       | Finał          | Finał          | Finał          | Finał          | Finał          | Finał          | Finał          |
| Pozycja | Zawodniczka          | Punkty     | Pozycja    | Punkty         | Pozycja        | Skok 1         | Skok 2         | Skok 3         | Skok 4         | Skok 5         | Suma punktów   | Pozycja        |
| ------- | -------------------- | ---------- | ---------- | -------------- | -------------- | -------------- | -------------- | -------------- | -------------- | -------------- | -------------- | -------------- |
| złoto   | Chen Ruolin          | 392.35     | 1          | 407.25         | 1              | 85.50          | 84.80          | 86.40          | 79.20          | 86.40          | 422.30         | 1              |
| srebro  | Brittany Broben      | 339.80     | 4          | 359.55         | 3              | 60.75          | 83.20          | 83.20          | 57.75          | 81.60          | 366.50         | 2              |
| brąz    | Pandelela Rinong     | 349.00     | 2          | 352.50         | 5              | 58.50          | 78.30          | 64.00          | 81.60          | 76.80          | 359.20         | 3              |
| 4       | Melissa Wu           | 337.90     | 5          | 355.60         | 4              | 78.00          | 72.00          | 56.10          | 75.20          | 76.80          | 358.10         | 4              |
| 5       | Julija Kołtunowa     | 334.80     | 7          | 351.90         | 6              | 72.85          | 61.05          | 72.00          | 78.40          | 73.60          | 357.90         | 5              |
| 6       | Paola Espinosa       | 324.00     | 13         | 317.10         | 11             | 70.50          | 74.25          | 61.05          | 80.00          | 70.40          | 356.20         | 6              |
| 7       | Christin Steuer      | 341.75     | 3          | 339.90         | 7              | 60.20          | 76.80          | 62.40          | 73.95          | 78.00          | 351.35         | 7              |
| 8       | Noemi Batki          | 324.20     | 12         | 325.45         | 10             | 76.50          | 65.25          | 72.00          | 68.80          | 67.50          | 350.05         | 8              |
| 9       | Hu Yadan             | 337.85     | 6          | 328.25         | 9              | 54.00          | 43.20          | 76.80          | 89.10          | 86.40          | 349.50         | 9              |
| 10      | Roseline Filion      | 314.85     | 17         | 329.60         | 8              | 63.00          | 75.90          | 67.20          | 72.60          | 70.40          | 349.10         | 10             |
| 11      | Meaghan Benfeito     | 325.50     | 10         | 359.90         | 2              | 49.50          | 80.85          | 72.00          | 66.00          | 76.80          | 345.15         | 11             |
| 12      | Julija Prokopczuk    | 324.85     | 11         | 315.80         | 12             | 70.50          | 72.00          | 65.25          | 79.20          | 57.60          | 344.55         | 12             |
| 13      | Kim Un-hyang         | 308.10     | 18         | 314.40         | 13             | Nie awansowała | Nie awansowała | Nie awansowała | Nie awansowała | Nie awansowała | Nie awansowała | Nie awansowała |
| 14      | Kim Jin-ok           | 320.10     | 15         | 312.95         | 14             | Nie awansowała | Nie awansowała | Nie awansowała | Nie awansowała | Nie awansowała | Nie awansowała | Nie awansowała |
| 15      | Brittany Viola       | 322.55     | 14         | 300.50         | 15             | Nie awansowała | Nie awansowała | Nie awansowała | Nie awansowała | Nie awansowała | Nie awansowała | Nie awansowała |
| 16      | Katie Bell           | 326.95     | 9          | 296.80         | 16             | Nie awansowała | Nie awansowała | Nie awansowała | Nie awansowała | Nie awansowała | Nie awansowała | Nie awansowała |
| 17      | Maria Kurjo          | 319.65     | 16         | 264.45         | 17             | Nie awansowała | Nie awansowała | Nie awansowała | Nie awansowała | Nie awansowała | Nie awansowała | Nie awansowała |
| 18      | Mai Nakagawa         | 327.65     | 8          | 260.05         | 18             | Nie awansowała | Nie awansowała | Nie awansowała | Nie awansowała | Nie awansowała | Nie awansowała | Nie awansowała |
| 19      | Monique Gladding     | 301.45     | 19         | Nie awansowała | Nie awansowała | Nie awansowała | Nie awansowała | Nie awansowała | Nie awansowała | Nie awansowała | Nie awansowała | Nie awansowała |
| 20      | Stacie Powell        | 287.30     | 20         | Nie awansowała | Nie awansowała | Nie awansowała | Nie awansowała | Nie awansowała | Nie awansowała | Nie awansowała | Nie awansowała | Nie awansowała |
| 21      | Carolina Mendoza     | 286.95     | 21         | Nie awansowała | Nie awansowała | Nie awansowała | Nie awansowała | Nie awansowała | Nie awansowała | Nie awansowała | Nie awansowała | Nie awansowała |
| 22      | Traisy Vivien Tukiet | 285.00     | 22         | Nie awansowała | Nie awansowała | Nie awansowała | Nie awansowała | Nie awansowała | Nie awansowała | Nie awansowała | Nie awansowała | Nie awansowała |
| 23      | Brenda Spaziani      | 268.00     | 23         | Nie awansowała | Nie awansowała | Nie awansowała | Nie awansowała | Nie awansowała | Nie awansowała | Nie awansowała | Nie awansowała | Nie awansowała |
| 24      | Audrey Labeau        | 261.05     | 24         | Nie awansowała | Nie awansowała | Nie awansowała | Nie awansowała | Nie awansowała | Nie awansowała | Nie awansowała | Nie awansowała | Nie awansowała |
| 25      | Annia Rivera         | 233.95     | 25         | Nie awansowała | Nie awansowała | Nie awansowała | Nie awansowała | Nie awansowała | Nie awansowała | Nie awansowała | Nie awansowała | Nie awansowała |
| 26      | Kim Su-ji            | 215.75     | 26         | Nie awansowała | Nie awansowała | Nie awansowała | Nie awansowała | Nie awansowała | Nie awansowała | Nie awansowała | Nie awansowała | Nie awansowała |